# Mérida (stato)
Lo Stato di Mérida è uno degli Stati del Venezuela. Confina al nord con gli Stati di Trujillo e Zulia e con il lago di Maracaibo, a est con lo Stato di Barinas, a ovest con gli Stati di Zulia e Táchira e a sud con gli Stati di Barinas e Táchira.
Lo Stato è situato nella parte settentrionale della Cordigliera delle Ande ed è prevalentemente montuoso a parte una fascia pianeggiante nei pressi del lago.
L'economia è fondata sull'agricoltura, vi si coltivano ortaggi, frutta e cereali. Lo Stato è anche un ottimo produttore di latte.

## Comuni e capoluoghi
1. Alberto Adriani (El Vigía)
2. Andrés Bello (La Azulita)
3. Antonio Pinto Salinas (Santa Cruz de Mora)
4. Aricagua (Aricagua)
5. Arzobispo Chacón (Canagua)
6. Campo Elías (Ejido)
7. Caracciolo Parra Olmedo (Tucani)
8. Cardenal Quintero (Santo Domingo)
9. Guaraque (Guaraque)
10. Julio César Salas (Arapuey)
11. Justo Briceño (Torondoy)
12. Libertador (Mérida)
13. Miranda (Timotes)
14. Obispo Ramos de Lora (Santa Elena de Arenales)
15. Padre Noguera (Santa María de Caparo)
16. Pueblo Llano (Pueblo Llano)
17. Rangel (Mucuchíes)
18. Rivas Dávila (Bailadores)
19. Santos Marquina (Tabay)
20. Sucre (Lagunillas)
21. Tovar (Tovar)
22. Tulio Febres Cordero (Nueva Bolivia)
23. Zea (Zea)

## Usanze e tradizioni
Le usanze e le tradizioni dello Stato di Mérida hanno una forte connotazione religiosa dovuta alla forte presenza della Chiesa cattolica, e raggiungono il loro culmine massimo durante la stagione delle vacanze. Le celebrazioni religiose sono elementi molto presenti all'interno della tradizione venezuelana e ogni paese o città dello Stato ha la propria caratteristica tradizione.
Molte delle località dello Stato celebrano le proprie feste patronali (o religiose) in onore a un santo o alla Vergine Maria. Inoltre, celebrazioni di carattere generale hanno luogo durante la Settimana Santa e il Natale.

### Natale a Mérida
Le abitudini tipiche andine che si conservano tuttora si sono relazionate intimamente con la festa della Natività di Gesù e normalmente presentano partecipazioni di ampie proporzioni sociali. Tra le rappresentazioni più importanti vi sono la "Paradura del Niño" è il "furto" del Bambino, cioè una rappresentazione del rapimento di Gesù Bambino che trae origine dal Periodo Coloniale.

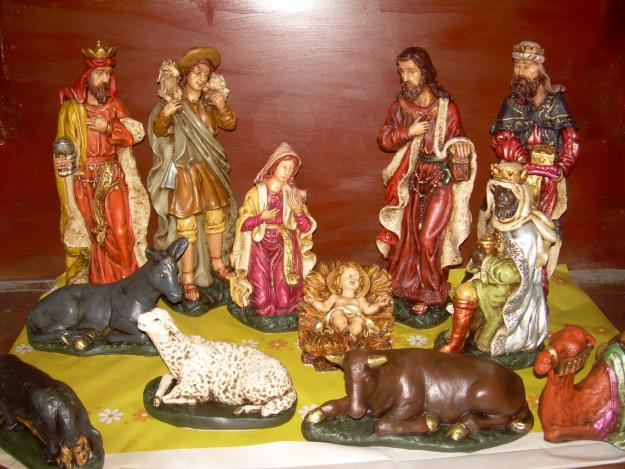
Un Presepe casareccio a Ejido

Il "presepe" si allestisce alcuni giorni prima del Natale; è un'attività essenzialmente casalinga, la quale permette ed esige la collaborazione collettiva. Esso è realizzato per gli abitanti di Mérida in diverse dimensioni e materiali (grandi o piccoli, lussuosi o semplici). Nei paesi andini il presepe ha diverse forme. Molti sono opera della mano di un artista che realizza le statuine.
Un altro degli aspetti delle feste natalizie è l'addobbo delle abitazioni, tanto interno come esterno, con decorazioni natalizie come l'albero, il presepe e le hallacas per la cena della Vigilia di Natale e abbondanti luci per festeggiare l'arrivo del bambino Gesù e dell'anno nuovo.

### Paradura dal Niño
La festa della "Paradura dal Niño" si svolge all'inizio di ogni nuovo anno nei vari paesi dello Stato. La gente del luogo suppone che, essendo Gesù nato nella notte del 24 dicembre, a gennaio potesse già iniziare a camminare da solo. La Paradura è dunque la festa dei primi passi dal Bambino.
La rappresentazione si celebra nella seguente maniera: il padrone di casa invita ad una determinata ora alcuni suoi amici che accorrono indossando i loro migliori vestiti. Nel mentre il presepe risplende sotto la luce delle candele. Quando arrivano i padrini cominciano le preghiere, non senza prima avere brindato alla salute dell'infante. Dopo i discorsi, si cantano le poesie di Natale o canti natalizi accompagnati da violini e maracas. Ora il padrino e la madrina si avvicinano al Presepe, si inginocchiano davanti al bambino e l'alzano, dopo di che si svolge una piccola processione per la casa e finalmente si lascia la statuina in piedi tra le statue di Giuseppe e Maria.

### Festa di San Benito
Il 12 gennaio si commemora la festa di San Benito, in ricordo dell'affidamento al Santo Nero per permettere la vittoria militare dell'Esercito Venezuelano. Da allora i devoti mettono in moto una minuziosa organizzazione per ricordare la bontà del Santo e convocare i parrocchiani ad un incontro giubilante.
Secondo la tradizione, San Benito apparve in forma di statuetta in un posto denominato "la pianura di Zattera", in una casa in rovine, di lì fu trasportato alla chiesa di Mucuchíes, dove l'immagine fu ritoccata e fu modellato un altro busto. Questa festa si caratterizza per la grande organizzazione di un esercito formato da uomini, donne e bambini comandato simbolicamente dal Santo Nero, che simboleggia lo spirito guerriero e combattivo di Mucuchies.